# Gustavo Enrique Reggi
Gustavo Reggi (San Martín (Mendoza), 28 de maig de 1973) és un futbolista argentí, que ocupa la posició de davanter.
Al llarg de la seua carrera ha militat en nombrosos conjunts argentins, italians i de la competició espanyola. Ha destacat a Ferro Carril Oeste, on va ser el màxim golejador de l'Apertura 1996 amb 11 gols, i a les files del Llevant UE, club en el qual va militar quatre temporades, aconseguint 12 gols en la temporada de l'ascens a primera divisió (03/04).